# Auguste Vaillant
Pour les articles homonymes, voir Vaillant.
Auguste Vaillant, né le 27 décembre 1861 à Mézières (Ardennes) et guillotiné le 5 février 1894 à Paris, est un anarchiste et criminel français.
Très vite gagné aux idées socialistes et libertaires, il émigre en Argentine. De retour en France, le 9 décembre 1893, il jette une bombe dans la Chambre des députés, blessant plusieurs personnes. Après cet attentat, la Chambre a adopté une série de lois anti-anarchistes connues sous l'appellation de « lois scélérates ».

## Biographie

### Jeunesse
Né dans les Ardennes à Mézières (qui n'est pas encore fusionné avec Charleville) le 27 décembre 1861, fils d'un gendarme qui l'a abandonné, Vaillant connaît une enfance misérable. À 12 ans, il vit seul à Paris. Il est plusieurs fois arrêté et condamné, pour grivèlerie, pour mendicité, etc..
Il exerce divers emplois manuels en tant qu'apprenti et se passionne pour l'astronomie et la philosophie. En 1883, il a épousé Virginie Viol qui accouche d'une fille, Sidonie, qui sera recueillie plus tard par Sébastien Faure. Le couple habite alors à Clichy au 83 rue Martre, où Auguste est "éventailliste", mais la famille vit dans le dénuement.
Préoccupé par sa propre misère et celle qui règne à Paris, sa présence est signalée en 1884, par un rapport de police, dans une réunion organisée par le Comité révolutionnaire central (mouvement politique de tendance socialiste blanquiste). Il est particulièrement actif lors de la campagne des élections législatives françaises de 1885, dans le 18e arrondissement de Paris où il habite, rue Ordener, pour les idées socialistes et révolutionnaires. Il milite aux Égaux de Montmartre, qui tente de mobiliser les habitants contre Jules Ferry, baptisé Ferry-Famine ou encore Ferry-Tonkin. Il quitte Paris, et s'installe à Villeneuve-Saint-Georges. Il s'intéresse à l’anarchisme et, en 1889, est délégué à la correspondance du groupe « Les Révoltés » de Villeneuve-Saint-Georges,.
Il décide alors de tenter sa chance en Argentine dans la région du Chaco, mais c'est un échec. Après trois ans d'exil, il revient en France en 1893. Il trouve un emploi dans la maroquinerie, mais vit très modestement, avec sa fille Sidonie et une cousine germaine de son épouse. Vivant désormais à Choisy-le-Roi, Vaillant crée un « Cercle philosophique » dans le but de populariser l'étude des sciences auprès des ouvriers.
Il renoue alors avec le milieu des « compagnons » anarchistes, qui préconisent « la propagande par le fait ». Les vagues d'actes anarchistes se multiplient alors en France dans les années 1892-1894, à l'initiative de plusieurs activistes, parmi lesquels Ravachol, Sante Geronimo Caserio ou encore Émile Henry.

### Attentat du 9 décembre 1893

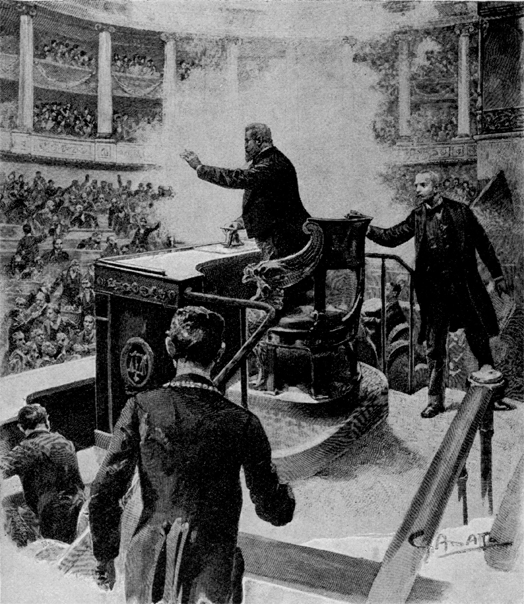
Reconstitution de l'attentat.
Illustration parue dans Le Petit Parisien.

Ce contexte motive Auguste Vaillant, qui veut également venger la mort de Ravachol. Vaillant entend aussi dénoncer la répression du gouvernement de Jean Casimir-Perier contre les activistes anarchistes.
Il passe à l'acte le 9 décembre 1893. Après être passé chez le photographe Charles Gallot pour récupérer son portrait qu'il avait fait faire le 2 décembre Il va vers 16 heures lancer une bombe dans l'hémicycle de la chambre des députés au Palais Bourbon, présidée par Charles Dupuy. C'est une bombe chargée de clous, de morceaux de zinc et de plomb qui s'abat sur les députés et sur les spectateurs assistant aux délibérations. Elle devait exploser en l'air, mais, sa trajectoire ayant été déviée par le geste imprévu d'une femme, une cinquantaine de personnes sont légèrement blessées, dont Auguste Vaillant lui-même, par les clous de 3 cm.
Le journaliste Bernard Thomas conjecture que cet acte résulterait d'une provocation policière destinée à justifier la répression prévue contre les milieux anarchistes. Vaillant était surveillé par la police mais il s'agit vraisemblablement d'une incurie des forces de l'ordre plutôt qu'une manipulation de leur part.

Un article du Figaro du 10 décembre 1893 décrit la scène : 

« La bombe a été lancée de la seconde tribune publique située à la droite du président de la Chambre, au deuxième étage, et a éclaté à la hauteur de la galerie du dessous, emportant dans un immense tourbillon tout ce qu'elle rencontrait devant elle. Plusieurs députés ont été renversés ; l'abbé Lemire est projeté sur le sol, il est atteint par un projectile derrière la tête et reçoit une blessure profonde. D'autres députés sont blessés : MM. de Lanjuinais, Leffet, le baron Gérard, Sazenove de Pradine, de Montalembert, Charpentier, de Tréveneue. On les entoure, on les emporte dans les bureaux pour leur donner les premiers soins. M. Ch. Dupuy, au fauteuil, a eu le cuir chevelu déchiré par un clou. »

### Après l’attentat

#### Procès et exécution

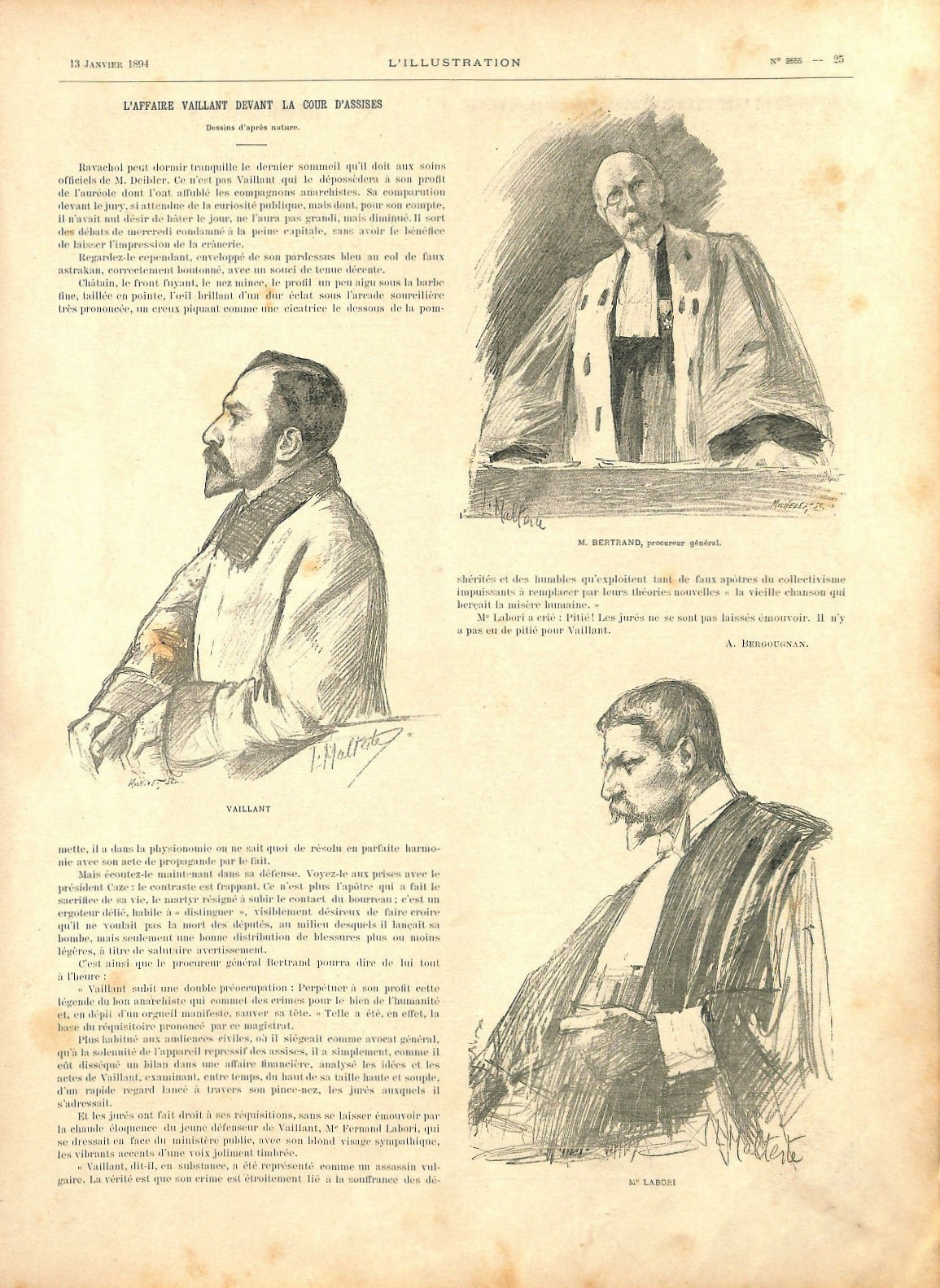
Croquis d'audience du procès d'Auguste Vaillant (L'Illustration, 13 janvier 1894).

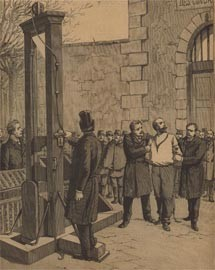
Vaillant lors de son exécution.

Arrêté avec vingt autres personnes, Vaillant avoue dans la nuit qu'il est l'auteur de l'attentat. Lors de son procès, il fait remarquer que son geste était destiné à blesser et non à tuer, raison pour laquelle il a rempli sa bombe avec des clous et non avec des balles.
Avant le verdict, Vaillant s'exprime devant les jurés :

« Messieurs, dans quelques minutes vous allez me frapper, mais en recevant votre verdict, j'aurai la satisfaction d'avoir blessé la société actuelle, cette société maudite où l'on peut voir un homme dépenser inutilement de quoi nourrir des milliers de familles, société infâme qui permet à quelques individus d'accaparer la richesse sociale (…) Las de mener cette vie de souffrance et de lâcheté, j'ai porté cette bombe chez ceux qui sont les premiers responsables des souffrances sociales »

— Transcription publiée dans Le Petit Journal
Auguste Vaillant est condamné à mort. Malgré une demande de grâce signée par 58 députés dont l'abbé Lemire, le plus grièvement blessé durant l'attentat (il est resté trois jours à l'hôpital), auprès du président Sadi Carnot, Vaillant est guillotiné le 5 février 1894,. Il a 32 ans. C'est la première fois, depuis la Restauration, qu'on applique la peine de mort à quelqu'un qui n'a pas tué.
Sa mort entraîne la colère des anarchistes qui adoptent pour hymne la chanson La complainte de Vaillant de F. Xan-Neuf et de Charles Spencer. En représailles, Sante Geronimo Caserio, un anarchiste italien, assassinera à Lyon le 24 juin 1894 Sadi Carnot, qui avait refusé la grâce de Vaillant.
L'adoption de sa fille Sidonie, d'abord proposée à Séverin Rappa, est prise en charge par Sébastien Faure et financièrement par la duchesse d’Uzès, célèbre militante du camp légitimiste puis boulangiste.

#### Conséquences politiques
La conséquence directe des actes anarchistes est l'adoption des « lois scélérates » en 1893 et 1894. La première, votée le 11 décembre 1893, concerne la sécurité générale. Elle prévoit la création de nouveaux délits, dont l'apologie de faits ou apologie de crime. Cette loi permet aux autorités d'ordonner des arrestations et des saisies préventives. La seconde, le 15 décembre 1893, concerne les associations de malfaiteurs. Elle a pour objectif d'autoriser toute poursuite contre des groupes accusés de préparer des attentats. La troisième, adoptée le 28 juillet 1894, s'en prend à ceux qui « font par un moyen quelconque acte de propagande anarchique », et touche aussi la liberté de la presse. Elle interdit toute propagande aux anarchistes et se traduit par l'interdiction de leurs journaux,.

### Évocations radiophoniques
- Jean Lebrun, Philippe Pelletier, Les anarchistes : le moment terroriste, et après ?, France Inter, 26 novembre 2015, écouter en ligne.
- Jean-Noël Jeanneney, La Troisième République et la violence anarchiste : libertés ou sécurité ?, France Culture, 13 février 2016, écouter en ligne.

### Vidéographie
- Christian Mottier, Anarchie et terrorisme, Temps présent, Radio télévision suisse, 3 avril 1970, voir en ligne.